# Žana Novaković
Žana Novaković (en serbio: Жана Новаковић; nacida el 24 de junio de 1985) es una esquiadora alpina de Bosnia y Herzegovina que compitió por Bosnia y Herzegovina en los Juegos Olímpicos de Vancouver 2010. Llevó la bandera de su país en la ceremonia de apertura de los Juegos Olímpicos de Vancouver 2010. También compitió en el Campeonato Mundial de Esquí Alpino de 2011.

## Resultados de la Copa del Mundo

### Resultados por disciplina
| Disciplina      | Arranques de WC | WC Top 30 | WC Top 15 | WC Top 5 | Podio WC | Mejor resultado         | Mejor resultado     | Mejor resultado |
| Disciplina      | Arranques de WC | WC Top 30 | WC Top 15 | WC Top 5 | Podio WC | Fecha                   | Ubicación           | Lugar           |
| --------------- | --------------- | --------- | --------- | -------- | -------- | ----------------------- | ------------------- | --------------- |
| Eslalon         | 9               | 0         | 0         | 0        | 0        | 29 de diciembre de 2009 | Lienz, Austria      | 47°             |
| Eslalon gigante | 7               | 0         | 0         | 0        | 0        | 15 de diciembre de 2013 | Sankt Moritz, Suiza | 48°             |
| Supergigante    | 0               | 0         | 0         | 0        | 0        |                         |                     |                 |
| Descenso        | 0               | 0         | 0         | 0        | 0        |                         |                     |                 |
| Combinado       | 0               | 0         | 0         | 0        | 0        |                         |                     |                 |
| Total           | 16              | 0         | 0         | 0        | 0        |                         |                     |                 |

## Resultados del Campeonato Mundial
| Año  | Edad | Eslalon | Eslalon gigante | Supergigante | Descenso | Combinado | Mixto |
| ---- | ---- | ------- | --------------- | ------------ | -------- | --------- | ----- |
| 2005 | 19   | 28      | —               | —            | —        | —         | —     |
| 2007 | 21   | 39      | DFN2            | —            | —        | —         | —     |
| 2009 | 23   | DFN1    | DSQ1            | —            | —        | —         | —     |
| 2011 | 25   | DFN1    | 42              | —            | —        | —         | —     |
| 2013 | 27   | DFN1    | 44              | —            | —        | —         | —     |
| 2015 | 29   | DFN1    | 53              | —            | —        | —         | —     |
| 2017 | 31   | DFNQ2   | 53              | —            | —        | —         | —     |

## Resultados de los Juegos Olímpicos
| Año  | Edad | Eslalon | Eslalon gigante | Supergigante | Descenso | Combinado |
| ---- | ---- | ------- | --------------- | ------------ | -------- | --------- |
| 2010 | 24   | 40      | 41              | —            | —        | —         |
| 2014 | 28   | 26      | 37              | —            | —        | —         |